# 雨宮かのん
雨宮 かのん（あめみや かのん,1999年9月20日 - ）は、日本の元タレント。元チーム大王イカのメンバー、元3B juniorのメンバー、元はちみつロケットのリーダー、元ガチンコ3のリーダー。3B juniorでの活動以前には鈴木 かのんと名乗っていた。活動当時はスターダストプロモーションに所属していた。

## 略歴

### 2012年
- 9月15日、中村優のブログで、スターダストプロモーションの芸能三部入りしたことが報告される[2]。

### 2013年
- 6月2日、お台場MEGAWEBにて行われたチームしゃちほこのイベント『チームしゃちほこ World Premium Japan Tour』にて、華山志歩、中村優とともに物販の売り子を担当[3]。
- 8月10日、福家書店新宿サブナード店にて行われた『3Bjunior BOOK 2013 summer 〜school life〜』のイベント第3部に参加[4]。
- 9月12日、芸能3部スクールガールブログ開始[5]。
- 11月9日、AKIBAカルチャーズ劇場で行われた『目指せ東京ドーム!! がんばれ! みにちあ☆ベアーズ vol.43』にチーム大王イカのメンバーとして出演。

### 2014年
- 1月4日、『3Bjunior Live Final“俺の藤井”2014』（場所：群馬県・グリーンドーム前橋）に出演。このライブをもってチーム大王イカは解散することになるが、1月6日のブログではアイドルの道を選択したことを述べている[6]。
- 1月19日、チームしゃちほこのイベント『新春鯱祭り』（場所：東京都・ラフォーレミュージアム六本木）にて、華山志歩とともに物販の売り子を担当[7]。
- 3月15日・16日、『ももクロ春の一大事2014 国立競技場大会 〜NEVER ENDING ADVENTURE 夢の向こうへ〜』（場所：東京都・国立競技場）に、他の3B juniorメンバーとともにバックダンサーとして出演。
- 7月26日・27日、『ももクロ夏のバカ騒ぎ2014 日産スタジアム大会〜桃神祭〜』（場所：神奈川県・横浜国際総合競技場）に、他の3B juniorメンバーとともにバックダンサーとして出演。
- 11月5日、3B juniorとしてのブログ開始。[8]。
- 11月24日、ももいろクローバーZのライブである「女祭り2014 〜Ristorante da MCZ」のライブビューイング「女祭り2014 メンズ限定非公式のぞき見大会『サンクチュアリ』」（場所：東京都・東京国際フォーラム）で、はちみつロケットならびにDNA狂詩曲選抜チーム[注 2] のメンバーとして初登場した[注 3]。「雨宮かのん」としてパフォーマンスを披露したのは、このときが最初である。

### 2015年
- 1月8日、スターダストプロモーション芸能3部による、『ふじいとヨメの7日間戦争』にて、3B junior初となる単独公演『俺の3B junior in 日本青年館（スタート）』に出演。
- 5月23日、3B junior第3回定例公演3部にて、フォトリポートを担当[9]。
- 6月2日、LoGiRL（ロガール）の生配信番組『川上アキラの人のふんどしでひとり相模』#11に、華山志歩、森青葉とともに初出演。
- 6月21日、3B junior第5回定例公演1部にて、フォトリポートを担当[10]。
- 7月25日、3B junior第7回定例公演2部にて、フォトリポートを担当[11]。
- 9月12日、3B junior第9回定例公演2部にて、中村優、永山真愛と3人一緒に誕生会が行われる。ソロ曲は松浦亜弥の「♡桃色片想い♡」。
- 9月20日、イオン川口で開催された『3B juniorファーストツアー2015 東京湾』にて、サプライズで誕生会が行われる。
- 10月21日、3B juniorのTwitterアカウントから、医師により肉離れと診断されたことが発表される。これにより、10月24日の『3B juniorファーストツアー2015 東京湾』イオンモール与野、ならびに10月25日の第11回定例公演は、歌唱のみでの参加となる。
- 11月11日、「第3回 お茶会USTREAM」に出演[12]。
- 11月14日、3B junior第12回定例公演「季節外れのハロウィンパーティー」にて、セーラー服と機関銃の仮装で登場[13]。

### 2016年
- 4月23日、秋葉原UDXシアターにて行われた、はちみつロケット50番勝負のVol.9「蜂vs8 〜ライブアイドルの挑戦〜」をプロデュース。
- 4月24日、ニッポン放送イマジンスタジオにて行われた、はちみつロケット50番勝負のVol.11「桃太郎」のライブ中に転倒。
- 4月26日、3B juniorのTwitterアカウントから、「左橈骨遠位端骨折」全治3週間と診断されたことが発表される[注 4]。これにより、5月1日のダイバーシティ東京で開催された「3B juniorセカンドツアー2016『関東平野』」、5月2日の日比谷公園で開催された「ミュージックパーク2016」、および5月4日、3B junior第16回定例公演では、マイクスタンドを使ってのパフォーマンスとなる。
- 5月4日、3B junior第16回定例公演2部にて、高校生組のメンバーとして「原色エモーション」を披露[注 5]。
- 6月9日、『清塚信也のガチンコ3B junior』第3回放送に出演。森高千里の「雨」を披露。
- 7月14日、『清塚信也のガチンコ3B junior』第4回放送にて、番組の選抜ユニット「ガチンコ3」[注 6] のメンバーに選ばれたことが発表される[14]。
- 8月1日、代々木第一体育館で開催された『GIRLS'FACTORY16』DAY3にて、「ガチンコ3×太田雄大×清塚信也」として、「夢」・「未来の空の下で」[注 7] の2曲を披露[15]。
- 8月5日-7日、お台場で開催された『TOKYO IDOL FESTIVAL 2016』にて、3B juniorならびにはちみつロケットのメンバーとして出演[16]。前年に開催された『TOKYO IDOL FESTIVAL 2015』では、選抜メンバーに選ばれなかったため、これが初めての『TOKYO IDOL FESTIVAL』出演となる。
- 8月25日、フジテレビNEXTにて放送された『あたしの音楽』にガチンコ3のメンバーとして出演。披露した「夢」「未来の空の下で」の2曲は、放送終了後より音楽配信サイトmusic.jpにて無料配信される。[17]
- 9月19日、横浜アリーナで開催されたももいろクローバーZの佐々木彩夏のソロコンサート『AYAKA-NATION 2016 in 横浜アリーナ』にバックダンサーとして出演。[18]
- 9月24日、幕張で開催された『@ JAM×ナタリー EXPO 2016』にて、最大のステージであるストロベリーステージのトップバッターを3B juniorが務めたことが、音楽ナタリーの記事に取り上げられる。この記事のトップ画像として、雨宮、中村優、椎名るかの3名が歌う画像が使用された[19]。
- 10月15日、ニッポン放送イマジンスタジオで行われた『はちみつロケット50番勝負Vol.25』にて、センター選抜くじで当たりを引き、ももいろクローバーZ 佐々木彩夏の「だってあーりんなんだもーん」のカバーを披露する。
- 同日、同じくニッポン放送イマジンスタジオで行われた『はちみつロケット50番勝負Vol.26』にて、サプライズで誕生会が行われる。[注 8]
- 10月30日、3B junior第20回定例公演1部にて、9月・10月生まれの7人一緒で誕生会が行われる。ソロ曲は指原莉乃の「それでも好きだよ」[20]。続く2部の「ハロウィンパーティー」では、不思議の国のアリスの白ウサギの仮装で登場。[21]
- 11月17日、フジテレビNEXTにて放送された「きくちから #31 コアラモード.へきくちから かのんといづみ・研さんも」に出演。雨宮が作詞した「君の夢は僕の夢」（コアラモード.作曲）、「青春が勿体ない」（高橋研作曲）の2曲を初披露。
- 12月15日、フジテレビNEXTにて放送された『坂崎幸之助のももいろフォーク村NEXT 第66夜 木曜ワイドスペシャル「フNs音楽祭」』に出演。雨宮が作詞、大森靖子が作曲した「chu chuプリン」を初披露。（雨宮・大森の2人で歌唱）
- 12月31日、パシフィコ横浜 マリンロビーで行われた「第二回 ゆく桃くる桃 〜年またぎ笑顔三昧〜」の「ガチンコ3 ファーストコンサート」および「3B senior サロンコンサート」に出演。ソロ曲を含む計14曲を披露。[注 9]

### 2017年
- 1月31日、フジテレビNEXTにて放送された『あたしの音楽』に出演。雨宮と尾崎亜美が作詞、尾崎亜美が作曲した「小さな夢が割れたあの日」を、ガチンコ3の新曲として初披露。
- 2月16日、フジテレビNEXTにて放送された『あたしの音楽』に出演。雨宮が作詞、恩田快人が作曲した「ヒロイン」を、ガチンコ3の新曲として初披露。
- 2月26日、3B junior第23回定例公演1部にて、カエルの仮装で登場。[22]
- 3月9日、神奈川県民ホール 大ホールで開催されたももいろクローバーZの高城れにのソロコンサート『まるごとれにちゃん』にバックダンサーとして出演。[23][24]
- 3月16日、フジテレビNEXTにて放送された『坂崎幸之助のももいろフォーク村NEXT 第69夜 「杏いろフォーク村NEXT」』に出演。尾崎亜美と2人で「小さな夢が割れたあの日」を披露。
- 3月23日、下北FM『DJ Tomoaki's Radio Show!』に、華山志歩と共にゲスト出演。
- 3月30日、銀座ヤマハホールで行われたガチンコ3コンサート「ガチンコ3の1」に出演。アンコールを含む全20曲中、7曲で雨宮が作詞した曲を披露。「きみの歌を歌いたい」（作曲：浅倉大介）、および「Sigh of love」（作曲：武部聡志）は、ガチンコ3の新曲として初披露。[25]
- 4月20日、『清塚信也のガチンコ3B junior』第13回放送に出演。THE BLUE HEARTSの「チェインギャング」を披露。
- 4月26日、ガチンコ3のミニアルバム『君の夢は僕の夢』が配信限定でリリース。雨宮が作詞した曲が表題曲となる。[26][27]
- 7月13日、『清塚信也のガチンコ3B junior』第16回放送に出演。 RCサクセションの「アイ・シャル・ビー・リリースト」を披露。
- 7月15日、Zepp Tokyoで行われたガチンコ3コンサート「ガチンコ4の2」に出演。「17歳のブルー」（作曲：カジヒデキ）、「1人じゃ」（作曲：嘉門タツオ）を初披露。
- 8月14日、Zepp Tokyoで行われた「坂崎幸之助のももいろフォーク村 (GIRLS’FOLKTORY17) 第75夜 特別編」のオープニングアクトで、「わたし髪を切ったの」（作曲：奥華子）をガチンコ3の新曲として初披露。本編でも大森靖子とのコラボや、百田夏菜子推しメンバーにより結成された「かなこちゃんず」としてもパフォーマンスを披露する。
- 9月7日、『清塚信也のガチンコ3B junior』第19回放送に出演。河島英五の「てんびんばかり」を披露。
- 9月20日、18歳の誕生日に『はちみつロケットの8時まではちロケ』にて「雨宮かのんお誕生日スペシャル」を配信。
- 9月30日、渋谷O-Crestで行われた『3B junior秋の夜長の音ナイト』は、18歳初のライブとなる。サングラスをかけ、大人っぽさを意識した演出で登場。[28] 1999年-2000年生まれの中村優、華山志歩と共に、当時のヒット曲「だんご3兄弟」を披露。
- 10月8日、日本工学院八王子専門学校 片柳記念ホールで行われたガチンコ3の学園祭コンサート「ガチンコ4の3」に出演。「明日のあたし」（作曲：藤岡麻美）、「あの子の憂鬱」（作曲：TAKUYA）をガチンコ3の新曲として初披露。[29]
- 10月9日、虎ノ門のポニーキャニオン本社で行われた、「3B junior スタンプカード感謝祭『わたしの十八番(おはこ)んさーと！大カラオケ大会』」では、第3部でBiSHの「オーケストラ」を披露。
- 10月26日、『清塚信也のガチンコ3B junior』第21回放送に出演。椎名林檎の「月に負け犬」を弾き語りで披露。
- 12月10日、3B junior『第30回定例公演』（場所：よみうりランド日テレらんらんホール）の2部で、「第7回AKB48紅白対抗歌合戦」に出演のため欠席となった栗本柚希の代わりに、葉月智子と2人で「青春ペダル」を披露。また、この2部の公演の終わりに、2018年1月8日のニューイヤーライブをもって、はちみつロケットが3B juniorからの「無期限武者修行」に出ることを発表。[30]

### 2018年
- 1月8日、「3B junior新春特別公演 It's 賀☆SHOW TIME!!」（場所：恵比寿ザ・ガーデンホール）への出演を最後に、はちみつロケットが3B juniorから独立してグループの活動に専念する予定であったが、雨宮を含むメンバー5人のインフルエンザ罹患に伴い、急遽プログラム内容を変更。2月4日に改めてイベントを実施することになった。[31][32]
- 1月18日、「STARDUST PLANET プレゼンツ 3B junior@AKIBAカルチャーズ定期公演」（場所：AKIBAカルチャーズ劇場）に、3B juniorのメンバーとして出演。この劇場は雨宮がアイドルとして初めて出演した場所であり、ほぼ4年ぶりに同じステージに立つこととなった。
- 2月4日、「3B junior やるっきゃないっショー」（場所：よみうりランド日テレらんらんホール）のライブをもって、はちみつロケットが3B juniorからの無期限武者修行に出る。[33][34]
- 3月7日、はちみつロケットがポニーキャニオンからメジャーデビュー。
  - オリコンデイリー CDシングルランキング（3月6日付）では、1stシングル「はちみつロケット ～黄金の七人～」が6位、2ndシングル「おかしなわたしとはちみつのきみ」が13位を獲得。
  - オリコン週間 CDシングルランキング（3月19日付）では、1stシングル「はちみつロケット ～黄金の七人～」が9位、2ndシングル「おかしなわたしとはちみつのきみ」が20位を獲得。[35]
- 3月10日、はちみつロケットのリリースイベント（場所：ららぽーと豊洲）にて、高校を卒業したことを報告。
- 3月18日、雨宮個人のInstagram開設。[36]
- 3月27日、ガチンコ3のコンサート『ガチンコ4の5』にて、初のソロコンサート開催。全5曲中4曲で弾き語りを披露。このうちの1曲「19歳なんていらない」では、作詞だけでなく初めて作曲も担当。
- 4月、大学に進学
- 4月13日、ニコニコチャンネル「TOKYO IDOL CHANNEL『IDOL QUIZ BOOKIE』」にロッカジャポニカの内山あみ、桜エビ～ずの水春と共に出演。[37]
- 5月30日、ガチンコ3の2ndアルバム『扉の向こう』が配信限定でリリース。ボーナストラックを含め、全14曲中7曲の作詞を雨宮が担当。[38]
- 6月7日、『坂崎幸之助のももいろフォーク村！第85夜「彩高ヒットスタジオデラックス」！』に出演。高城れに、コレサワと共に「ぼくは悪くない」を披露。
- 7月12日、『坂崎幸之助のももいろフォーク村！第86夜「百田夏菜子リアル生誕祭」』に「かなこちゃんず」のメンバーとして出演。
- 7月14日、『GIRLS' FACTORY NEXT DAY3』に出演。「雨宮かのんソロコンサート」のブロックにて雨宮が作詞した新曲「君と夏空」「I want you know」を初披露。
- 7月19日、雨宮を含むスターダストプラネットのアイドル77名のインタビューが収録されたムック『スターダストプラネット公式Special Book』発売。
- 7月21日、STARDUST PLANET12組による音源集「We Are "STAR"」配信開始。雨宮は限定ユニット「GIANTS HORSE」のメンバーとして参加。[39]
- 7月28日、スターダストプラネットのイベント『夏S』にて、限定ユニット「GIANTS HORSE」のメンバーとして「ハラハラGood!Good!」を披露。またノンストップメドレーコーナーにて、中村優・雨宮かのん・華山志歩・小林歌穂・中山莉子の5人による『未確認中学生X』を披露。「チーム大王イカ」名義でのパフォーマンスは、2014年の解散以来、約4年半ぶりとなる。[40][41]
- 8月28日、CROWN POPのSHOWROOMに飛び入り出演。
- 9月16日、『MORNING SET vol．1～ナゴヤとナガオカとアイドルと～』（場所：愛知県・BM THEATER）にはちみつロケットとして出演。雨宮かのんの19歳生誕イベントも行われ、ソロ曲としてBuono!の「初恋サイダー」を披露。
- 10月27日、『はちみつロケット“ハロウィン”イベント～おかしなわたしとハロウィンのきみ～』（場所：東京都・白夜書房BSホール）の1部に華山志歩・塚本颯来・公野舞華と共に出演。チャイルド・プレイのチャッキーの仮装で登場。カラオケコーナーでは夢みるアドレセンスの「メロンソーダ」を披露。
- 11月3日、『3B junior「Cell Division〜細胞分裂〜」』 （場所：東京都・恵比寿ガーデンホール）にはちみつロケットおよび3B juniorのメンバーとして出演。3B juniorはこの日をもって全ての活動終了したため、これまで「無期限武者修行中」ではあったはちみつロケットのメンバーも3B juniorとしての活動を終了。
- 11月12日、『スタプラ東京Vol.3』（場所：渋谷duo MUSIC EXCHANGE）に、ロッカジャポニカ、桜エビ～ず、CROWN POP、アメフラっシと共に出演。シャッフルユニットにてベイビーレイズJAPANの「夜明けBrand New Days」を披露。
- 11月13日、ガチンコ3のコンサート『ガチンコ4の6』（場所：東京都・Mt.RAINIER HALL SHIBUYA PLEASURE PLEASURE）に出演。卒業する栗本柚希に向けて作詞した新曲「夕月夜」を披露。

### 2019年
- 1月26日・27日、『はちみつロケット品川4番勝負』（場所：品川プリンスホテルクラブeX）に出演。2日目の1部では、ゲストの芸人ゴー☆ジャスをイメージした宇宙海賊風の衣装で登場[42]。
- 3月1日深夜、4thシングル「忠犬ハチ公」のミュージックビデオが、日本テレビ『バズリズム02』の3月度オープニングテーマとして放送される。その大部分は雨宮かのんの出演シーンがであった。
- 3月21日、WEBサイト「MIKAN」のロングインタビュー公開[43]。
- 3月22日、平成ノブシコブシ徳井健太をゲストに招いたトークイベント（場所：東京都・白夜書房BSホール）に出演。徳井の推しメンバーに選ばれる。
- 4月6日、過去最大規模のワンマンライブ『H.R.ADVENTURE～はちロケ 春の大冒険！～』（場所：東京都・ZEPP TOKYO）に出演。全19曲に加え、ダンス選抜としてのパフォーマンスも披露[44]。
- 5月3日、『はちみつロケットワンマンLIVE～歌舞伎町ゴールデン蜂～』（場所：東京都・新宿Zirco Tokyo）に出演。アンコールのMCにて、6月8日のライブをもってはちみつロケットを卒業、スターダスト・プロモーションを退所することを発表した[45]。そして自身のブログで卒業報告と、アイドル活動をやめる理由を綴った[46]。
- 5月16日、『ガチンコ3の7』（場所：渋谷マウントレーニアホール・プレジャープレジャー）に出演。ガチンコ3として最後のライブになると同時に正式発表はないものの、2人になったため事実上の解散となった。なお、ライブ中、愛来が栗本柚希の手紙を代読し、大学を頑張る一年くらいの間、ギターを預かってほしいと託し、栗本の芸能活動再開を予感させた[47]。（雨宮も同様、鈴木萌花にギターを預け、雨宮ののちの芸能活動再開も予感させた[48]。）
- 6月8日、『雨宮かのんラストライブ Diary〜未来〜@SOUND MUSEUM VISION』を開催（場所：東京都・渋谷SOUND MUSEUM VISION）。グループを脱退と同時に芸能界を引退。

## 人物
- 原宿駅前でスカウトされたことがきっかけで、スターダストプロモーションに入る[49]。[注 10]
- 趣味は、お菓子作り[50]、写真を撮ること、空を見ること[51]、スニーカー集め[52]。
- 特技は、ダンスと書道[50]、スケボー（ペニータイプ）[53]
  - ダンスは、5歳の頃から10年以上習っており[49]、チーム大王イカではダンス番長を担当していた[54]。
  - 書道では、書き初めで3年連続金賞を受賞したことがある[55]。
- 好きな食べ物は、苺、海苔[56]。
- 苦手な食べ物は、瓜系の野菜。西瓜は一番先の甘い部分だけ食べられる。[57]
- 中学時代の部活はソフトテニス[58]。
- 中学時代にクラスで一番タイムが良かったため、体育祭でリレーのアンカーに選ばれたことがある[58]。
- ももいろクローバーZの百田夏菜子推しで、同じ左利きのAB型である[55]。
- チームしゃちほこの咲良菜緒と安藤ゆず推し[59]。
- 家族全員AB型である。[60]
- 同じ3B junior所属（2016年当時）の高井千帆が「My Life Story」を作詞し、曲を付けてもらったことに刺激を受け、自身も作詞を行う。これが坂崎幸之助を始めとする音楽関係者から高い評価を受け、数々の作曲家に曲を付けてもらうきっかけとなる。[61][62]

## 作品

### 作詞
|    | 曲名                   | 作曲         | 編曲   | 備考 |
| -- | ---------------------- | ------------ | ------ | --- |
| 1  | 君の夢は僕の夢         | コアラモード |        | ガチンコ3の1stアルバム『君の夢は僕の夢』に収録 |
| 2  | 青春が勿体ない         | 高橋研       |        | ガチンコ3の1stアルバム『君の夢は僕の夢』に収録 |
| 3  | chu chuプリン          | 大森靖子     |        | ガチンコ3の1stアルバム『君の夢は僕の夢』、2ndアルバム『扉の向こう』に収録 |
| 4  | 小さな夢が割れたあの日 | 尾崎亜美     |        | 作詞は尾崎亜美との共作 ガチンコ3の1stアルバム『君の夢は僕の夢』に収録 |
| 5  | ヒロイン               | 恩田快人     |        | ガチンコ3の1stアルバム『君の夢は僕の夢』に収録 |
| 6  | きみの歌を歌いたい     | 浅倉大介     |        | ガチンコ3の2ndアルバム『扉の向こう』に収録 |
| 7  | Sigh of love           | 武部聡志     |        | ガチンコ3の2ndアルバム『扉の向こう』に収録。雨宮は自身のブログでこの曲を「とある子に向けて書いた曲」とし、曲名の和訳の「恋のため息」がゆずの花言葉であることから、この曲が病気でチームしゃちほこを卒業した安藤ゆずに向けたものであることをほのめかせている。 |
| 8  | 17歳のブルー           | カジヒデキ   |        | ガチンコ3の2ndアルバム『扉の向こう』に収録 |
| 9  | 1人じゃ                | 嘉門タツオ   |        | |
| 10 | わたし髪を切ったの     | 奥華子       |        | ガチンコ3の2ndアルバム『扉の向こう』に収録 |
| 11 | 明日のあたし           | 藤岡麻美     |        | |
| 12 | あの子の憂鬱           | TAKUYA       |        | ガチンコ3の2ndアルバム『扉の向こう』に収録 |
| 13 | スポットライト         | 宇宙まお     |        | ガチンコ3の2ndアルバム『扉の向こう』に収録 |
| 14 | 強くいたい             | 本間昭光     |        | |
| 15 | 19歳なんていらない     | 雨宮かのん   | 佐藤亙 | 初めて作詞・作曲した作品 |
| 16 | ぼくは悪くない         | コレサワ     |        | |
| 17 | 明日には               | 榊いずみ     |        | |
| 18 | 君と夏空               | 長崎祥子     |        | |
| 19 | I want you know        | 佐藤亙       |        | 初めて曲に歌詞を付けた「曲先」曲。これまでの曲は全て歌詞が先の「詞先」。 |
| 20 | 夕月夜                 | 太田雄大     |        | 2018年11月13日のコンサートをもってガチンコ3を卒業する栗本柚希に向けて作った曲。 |

## 出演
※グループまたはユニットとしての出演および作品は、「チーム大王イカ」、「3B junior」、「はちみつロケット」、「ガチンコ3」の項を参照のこと。本項目では単独出演のみ

### テレビ
- MAG・ネット (NHK) - 蝶伝寺ねね（実写版） 役
- 超再現!ミステリー「クールキャンデー」（2012年6月26日放送、日本テレビ） - 渚 役[64]
- NHK高校講座｜ベーシック国語（2013年度、NHK） - なまいき中学生エリカ 役
- 清塚信也のガチンコ3B junior（フジテレビNEXT）
  - 『#3』（2016年6月9日放送） - 森高千里「雨」を披露
  - 『#4』（2016年7月14日放送） - ガチンコ3のメンバー発表（歌唱なし）
  - 『#6』（2016年9月8日放送） - JUDY AND MARY「POWER OF LOVE」を披露
  - 『#11』（2017年2月23日放送） - 中島みゆき「裸足で走れ」を披露
  - 『#13』（2017年4月20日放送） - THE BLUE HEARTS「チェインギャング」を披露
  - 『#16』（2017年7月13日放送） - RCサクセション「アイ・シャル・ビー・リリースト」を披露
  - 『#19』（2017年9月7日放送） - 河島英五「てんびんばかり」を披露
  - 『#20』（2017年10月26日放送） - ガチンコ3学園祭コンサート感想戦
- 清塚信也のガチンコスターダストプラネット（フジテレビNEXT）
  - 『#21』（2017年10月26日放送） - 椎名林檎「月に負け犬」を披露
  - 『#23』（2017年12月27日放送） - 浜田省吾「終りなき疾走」を披露
  - 『#26』（2018年3月15日放送） - 斉藤由貴「卒業」を披露
  - 『#27』（2018年4月9日放送） - ガチンコ3コンサート「ガチンコ4の5」感想戦
  - 『#28』（2018年4月9日放送） - THE BLUE HEARTS「青空」を披露
  - 『#30』（2018年6月7日放送） - さだまさしの「檸檬」を披露
- あたしの音楽（フジテレビNEXT）
  - 『第22回 大森靖子×ガチンコ3』（2016年8月25日放送） - ガチンコ3のメンバーとして
  - 『第24回 コアラモード.×Anly×ガチンコ3』（2016年10月27日放送） - ガチンコ3のメンバーとして
  - 『第26回 新山詩織×たこやきレインボー』（2016年12月22日放送）
- きくちから（フジテレビNEXT）
  - 『#29 3B junior高井千帆とガチンコ3へきくちから』（2016年9月29日放送） - ガチンコ3のメンバーとして
  - 『#31 コアラモード.へきくちから かのんといづみ・研さんも』（2016年11月17日放送）
  - 『#38 3Bjunior栗本柚希とガチンコ3 愛来/鈴木萌花/雨宮かのんへきくちから』（2017年6月22日放送）
- Takanori Music Revolution（2016年10月25日放送、フジテレビNEXT） - ガチンコ3のメンバーとして
- 坂崎幸之助のももいろフォーク村NEXT（フジテレビNEXT）
  - 『第65夜「GIRLS’FOLKTORY16」』（2016年11月28日放送）
  - 『第66夜 木曜ワイドスペシャル「フNs音楽祭」』（2016年12月15日放送）[注 11]
  - 『第69夜「杏いろフォーク村NEXT」』（2017年3月16日放送）
  - 『第73夜「百田夏菜子生誕後夜祭」』（2017年7月13日放送）
  - 『第75夜特別篇「GIRL'S FOLKTORY17」』（2017年8月14日放送）
  - 『第85夜「彩高ヒットスタジオデラックス」！』（2018年6月7日放送）
- 西川貴教の僕らの音楽（フジテレビNEXT）
  - 『#7』（2017年12月21日放送）

### ラジオ
- DJ Tomoaki’s Radio Show!（下北FM、2017年3月23日放送） - 華山志歩と共に出演[65]
- ナガオカ×スクランブル（CBCラジオ、2018年3月1日放送） - 華山志歩と共に出演
- OH! MY MORNING!（Radio NEO、2018年3月2日放送） - 華山志歩と共に出演
- Music Bit（FM OH!、2018年3月5日放送） - 華山志歩と共に出演
- ザ・ヒットスタジオ（MBSラジオ、2018年3月8日放送） - 華山志歩と共に出演
- おたふねお。（Radio NEO、2018年3月9日放送） - 華山志歩と共に出演
- おねだりミュージック・アワー（@FM、2018年3月10日放送） - 華山志歩と共に出演
- 何でも聞かせてDX（@FM、2018年3月19日深夜放送） - 華山志歩と共に出演

### 映画
- 音楽人（2010年公開、DVD発売） - 水野詩音（少女時代）役
- 救済（2013年、MOOSIC LAB 2013出品作品）

### 書籍
- 『ディズニーファン 増刊 ディズニー・サマーガイド』（講談社、2012年8月号） JAN 4910165840822
- 『中学生スタートブック 2013 中学生活オールガイド』（小学館、2012年） ISBN 978-4-09-106807-1
- 『3Bjunior BOOK 2013 summer 〜school life〜』（東京ニュース通信社、2013年）ISBN 978-4-86336-328-1
- 『School Girls Book 2015 capital side』（東京ニュース通信社、2015年） ISBN 978-4-86336-502-5
- 『B.L.T.』（東京ニュース通信社、2015年12月号 - ） - 「3年B組あおぞら教室ひとつよろしくどうぞ!!!〜withポンコツ先生〜」
  - 2016年6月号（各ユニットリーダー対談） JAN 4910177070668
  - 2017年1月号（奥澤レイナとの対談） JAN 4910177070170
- 『B.L.T. 2016年11月号』（東京ニュース通信社） - 「今旬100人を完全撮り下ろし 」 JAN 4910177071160
- 『MARQUEE』（マーキー・インコーポレイティド）
  - Vol.116（2016年8月）ISBN 978-4-434-22343-3
  - Vol.122（2017年8月）ISBN 978-4-434-23687-7
- 『BRODY 2016年10月号』（白夜書房）JAN 4910178111063
- 『G（グラビア）ザテレビジョン Vol.47』（KADOKAWA/角川マガジンズ）ISBN 978-4-04-895700-7
- 『OVERTURE』（徳間書店）
  - No.008（2016年9月）ISBN 978-4-19-710465-9
  - No.012（2017年9月）ISBN 978-4-19-710505-2
- 『Top Yell』（竹書房、2016年11月号）JAN 4910066811167
- 『3B junior 原色図鑑』（HUSTLE PRESS）
  - 2016 DECEMBER 雨宮かのん[注 12]
  - 2017 DECEMBER 雨宮かのん ＆ 播磨怜奈
- 『BIG ONE GIRLS No.37 2017年2月号』（近代映画社）JAN 4910154360270
- 『U18 cool』（HUSTLE PRESS）[注 13]
- 『スターダストプラネット公式Special Book』（日経BP社） ISBN 978-4-8222-9254-6

### DVD
- ヒトコワ2 - ほんとに怖いのは人間 - 「自転車をとめないでください」（2013年、SDP） - 友人 役

### インターネットメディア
- 『川上アキラの人のふんどしでひとりふんどし』（LoGiRL → テレ朝動画）
  - #11 （2015年6月2日配信）
  - #19 （2015年8月18日配信）
  - #39 （2016年2月9日配信）
  - #123 （2017年12月11日配信）
- HUSTLE PRESS
  - 『おっかけ！3B junior 雨宮かのん』（2016年7月7日掲載）[66]
  - 『PICK UP IDOL 3B junior』（2016年10月3日掲載）[67]
  - 『3B junior原色図鑑 zero 雨宮かのん』（2016年12月7日掲載）[68]
  - 『おっかけ！3B junior 雨宮かのん』（2017年1月21日掲載）[69]
  - 『U18 zero 雨宮かのん①』（2017年2月25日掲載）[70]
  - 『U18 zero 雨宮かのん②』（2017年3月9日掲載）[71]
  - 『U18 zero 雨宮かのん③』（2017年3月21日掲載）[72]
  - 『U18 zero 雨宮かのん④』（2017年3月30日掲載）[73]
  - 『3B junior原色図鑑 zero 雨宮かのん』（2017年11月28日掲載）[74]
  - 『おっかけ！3B junior 雨宮かのん』（2018年1月10日掲載）[75]
  - 『おっかけ！3B junior 雨宮かのん』（2018年10月7日掲載）[76]
- 音楽ナタリー 『特集 3B junior「3B junior ファースト・アルバム 2016」インタビュー』（2016年9月9日掲載）[77]
- マイナビ進学 『運命の相手の声が聞こえる？！恋愛体験VR（男子高校生視点 ver.）by マイナビ進学』[78] - 華山志歩と共に出演